# Rpath

rpath — путь поиска библиотек и исполняемых файлов во время выполнения программы. rpath жёстко запрограммирован в исполняемом файле или библиотеке. Загрузчики библиотек (динамического связывания) используют rpath для поиска необходимых библиотек.
В частности, он кодирует путь к разделяемым библиотекам в заголовке исполняемого файла (или другой разделяемой библиотеки). Это значение заголовка RPATH (названное так в стандартах заголовков Executable and Linkable Format) может либо переопределять, либо дополнять системные пути поиска динамических ссылок по умолчанию.
rpath исполняемой или разделяемой библиотеки — это необязательная запись в разделе .dynamic исполняемой или разделяемой библиотеки ELF с типом DT_RPATH, называемый атрибутом DT_RPATH. Он может быть сохранен там во время компоновки компоновщиком. Такие инструменты, как chrpath и patchelf, могут создать или изменить запись позже.

## Использование записи DT_RPATH динамическим компоновщиком
Различные динамические компоновщики для ELF реализуют использование атрибута DT_RPATH по-разному.